# 黑色星期五 (2009年電影)
《黑色星期五》（英語：Friday the 13th）是一部2009年美國砍殺電影，由馬可斯·尼斯佩執導，馬克·斯威夫特與丹米安·薛諾編劇。該片為《十三號星期五》系列電影的重啟之作，也是系列第十二部電影作品。主演包括傑瑞·帕達里基、丹妮爾·帕娜貝克、艾伦·柳、艾曼達·瑞傑蒂、特拉維斯·范文克和戴瑞克·梅耶斯。
該片於2009年2月13日在美國上映。《黑色星期五》在影評界負評居多，普遍被認為缺乏新意，但在全球收穫9270萬美元的票房佳績。

## 演員
- 傑瑞·帕達里基 飾 克雷·米勒
- 丹妮爾·帕娜貝克 飾 珍娜·蒙哥馬利
- 艾伦·柳 飾 查德·「丘伊」·黃
- 艾曼達·瑞傑蒂 飾 惠妮·米勒
- 特拉維斯·范文克 飾 泰倫特·薩頓
- 戴瑞克·梅耶斯 飾 傑森·沃爾希斯
- 茱莉安娜·吉兒 飾 布蕾
- 亞倫·艾斯卡本塔 飾 勞倫斯
- 瑞安·漢森 飾 諾蘭
- 薇拉·福特 飾 雀西
- 班·費德曼 飾 瑞奇
- 強納森·賽杜斯基 飾 韋德
- 理查德·布基 飾 警長布拉克
- 娜娜·維西特 飾 帕梅拉·沃爾希斯

## 家庭媒體
《黑色星期五》於2009年6月16日在DVD、藍光和Apple TV上發行。DVD和藍光發行包含電影的院線發行版和電影的加長版。該片於2013年9月13日收錄在系列十二部電影的完整收藏版影碟包中。

## 外部連結
- Box Office Mojo上《黑色星期五》的資料（英文）
- 互联网电影数据库（IMDb）上《黑色星期五》的资料（英文）
- 豆瓣电影上《黑色星期五》的資料 （简体中文）
- Metacritic上《黑色星期五》的資料（英文）
- 爛番茄上《黑色星期五》的資料（英文）